# Чарлі Тейлор
Чарлі Тейлор (англ. Charlie Taylor, нар. 18 вересня 1993, Йорк) — англійський футболіст, лівий захисник клубу «Саутгемптон».

## Клубна кар'єра
Народився 18 вересня 1993 року в місті Йорк. Вихованець футбольної школи клубу «Лідс Юнайтед». 9 серпня 2011 року 17-річний Тейлор дебютував за основну команду «Лідса» в матчі Кубка ліги, вийшовши на заміну у другому таймі матчу проти «Бредфорд Сіті». Дебют захисника в Чемпіоншипі відбувся місяцем пізніше — 10 вересня в грі з «Крістал Пелес» (3:2), в якій Чарлі вийшов в стартовому складі клубу і відзначився гольовою передачею на Росса Маккормака.
Не закріпившись в основі рідного клубу, з початку 2012 року Тейлор для отримання ігрової практики виступав у клубах четвертого англійського дивізіону «Бредфорд Сіті», «Йорк Сіті» та «Флітвуд Таун», а також у вищоліговому шотландському «Інвернесс Каледоніан Тісл».
Влітку 2014 року Тейлор повернувся до «Лідс Юнайтед», ставши дублером досвідченого Стівена Ворнока. Після того як на початку 2015 року Ворнок покинув команду, Тейлор став основним лівим захисником «Лідса», провівши у цьому статусі наступні 2,5 сезони. Тейлор провів загалом за рідних клуб понад 100 ігор в усіх турнірах.
6 липня 2017 року Тейлор підписав чотирирічний контракт з клубом Прем’єр-ліги «Бернлі», в якому з другого сезону став основним гравцем. Станом на 24 травня 2021 року відіграв за клуб з Бернлі 102 матчі в національному чемпіонаті.

## Виступи за збірну
2011 року у складі юнацької збірної Англії (U-19), зіграв у двох з трьох матчів на Лімозькому турнірі, допомігши Англії здобути перемогу у цьому змаганні. Спочатку Тейлор вийшов на заміну у грі проти Португалії, а потім і в основі на матч проти України (3:1). 

## Статистика виступів

### Статистика клубних виступів
| Сезон                    | Команда                  | Чемпіонат                | Чемпіонат | Чемпіонат | Національний кубок | Національний кубок | Національний кубок | Континентальні кубки | Континентальні кубки | Континентальні кубки | Інші змагання | Інші змагання | Інші змагання | Усього | Усього | Усього |
| Сезон                    | Команда                  | Ліга                     | Ігор      | Голів     | Ліга               | Ігор               | Голів              | Ліга                 | Ігор                 | Голів                | Ліга          | Ігор          | Голів         | Ігор   | Голів  |        |
| ------------------------ | ------------------------ | ------------------------ | --------- | --------- | ------------------ | ------------------ | ------------------ | -------------------- | -------------------- | -------------------- | ------------- | ------------- | ------------- | ------ | ------ | ------ |
| 2011–12                  | «Лідс Юнайтед»           | ЧФЛ                      | 2         | 0         | КА+КЛ              | 0+2                | 0                  | -                    | -                    | -                    | -             | -             | -             | 4      | 0      |        |
| січ. 2012                | «Бредфорд Сіті»          | 2Л                       | 3         | 0         | КА+КЛ              | 1+0                | 0                  | -                    | -                    | -                    | ТФЛ           | -             | -             | 4      | 0      |        |
| серп.-жовт. 2012         | «Йорк Сіті»              | 2Л                       | 4         | 0         | КА+КЛ              | -                  | -                  | -                    | -                    | -                    | ТФЛ           | 1             | 0             | 5      | 0      |        |
| січ.-трав. 2013          | «Інвернесс»              | ШП                       | 7         | 0         | КШ+КЛ              | 1+0                | 0                  | -                    | -                    | -                    | -             | -             | -             | 8      | 0      |        |
| 2013–14                  | «Флітвуд Таун»           | 2Л                       | 32+3      | 0         | КА+КЛ              | 3+0                | 0                  | -                    | -                    | -                    | ТФЛ           | 4             | 0             | 42     | 0      |        |
| 2014–15                  | «Лідс Юнайтед»           | ЧФЛ                      | 23        | 2         | КА+КЛ              | 1+1                | 0                  | -                    | -                    | -                    | -             | -             | -             | 25     | 2      |        |
| 2015–16                  | «Лідс Юнайтед»           | ЧФЛ                      | 39        | 1         | КА+КЛ              | 1+3                | 0                  | -                    | -                    | -                    | -             | -             | -             | 43     | 1      |        |
| 2016–17                  | «Лідс Юнайтед»           | ЧФЛ                      | 29        | 0         | КА+КЛ              | 0+3                | 0                  | -                    | -                    | -                    | -             | -             | -             | 32     | 0      |        |
| Усього за «Лідс Юнайтед» | Усього за «Лідс Юнайтед» | Усього за «Лідс Юнайтед» | 93        | 3         |                    | 11                 | 0                  |                      | -                    | -                    |               | -             | -             | 104    | 3      |        |
| 2017–18                  | «Бернлі»                 | ПЛ                       | 11        | 0         | КА+КЛ              | 1+2                | 0                  | -                    | -                    | -                    | -             | -             | -             | 13     | 0      |        |
| 2018–19                  | «Бернлі»                 | ПЛ                       | 38        | 0         | КА+КЛ              | 2+0                | 0                  | ЛЄ                   | 5                    | 0                    | -             | -             | -             | 45     | 0      |        |
| 2019–20                  | «Бернлі»                 | ПЛ                       | 24        | 0         | КА+КЛ              | 1+1                | 0                  | -                    | -                    | -                    | -             | -             | -             | 26     | 0      |        |
| Усього за «Бернлі»       | Усього за «Бернлі»       | Усього за «Бернлі»       | 71        | 0         |                    | 7                  | 0                  |                      | 5                    | 0                    |               | -             | -             | 83     | 0      |        |
| Усього за кар'єру        | Усього за кар'єру        | Усього за кар'єру        | 210+3     | 3         |                    | 25                 | 0                  |                      | 5                    | 0                    |               | 5             | 0             | 218    | 3      |        |